# العلاقات الإسبانية الفنزويلية
العلاقات الإسبانية الفنزويلية هي العلاقات الثنائية التي تجمع بين إسبانيا وفنزويلا.

## مقارنة بين البلدين
هذه مقارنة عامة ومرجعية للدولتين:
| وجه المقارنة                                              | إسبانيا                                                                             | فنزويلا                                  |
| --------------------------------------------------------- | ----------------------------------------------------------------------------------- | ---------------------------------------- |
| المساحة (كم2)                                             | 505.99 ألف                                                                          | 916.45 ألف                               |
| عدد السكان (نسمة)                                         | 46.73 مليون                                                                         | 28.87 مليون                              |
| الكثافة السكانية (ن./كم²)                                 | 92.35                                                                               | 31.5                                     |
| العاصمة                                                   | مدريد                                                                               | كاراكاس                                  |
| اللغة الرسمية                                             | اللغة الإسبانية، اللغة الغاليسية، لغة بشكنشية، اللغة الكتالونية، اللغة الأوكسيتانية | اللغة الإسبانية، لغة الإشارة الفنزويلية ‏ |
| العملة                                                    | يورو، بيزيتا إسبانية                                                                | بوليفار فنزويلي                          |
| الناتج المحلي الإجمالي (بليون دولار)                      | 1.31 تريليون                                                                        | 482.36 مليار                             |
| الناتج المحلي الإجمالي (تعادل القوة الشرائية) بليون دولار | 1.77 تريليون                                                                        |                                          |
| الناتج المحلي الإجمالي الاسمي للفرد دولار أمريكي          | 28.16 ألف                                                                           |                                          |
| الناتج المحلي الإجمالي للفرد دولار أمريكي                 | 38.00 ألف                                                                           |                                          |
| مؤشر التنمية البشرية                                      | 0.876                                                                               | 0.762                                    |
| رمز المكالمات الدولي                                      | +34                                                                                 | +58                                      |
| رمز الإنترنت                                              | .es                                                                                 | .ve                                      |
| المنطقة الزمنية                                           | ت ع م+01:00، ت ع م+02:00                                                            | 00                                       |

## مدن متوأمة
في ما يلي قائمة باتفاقيات التوأمة بين مدن إسبانية وفنزويلية:
- ترتبط مدريد مع كاراكاس باتفاقية توأمة منذ 19 يناير 1982.[16][16][16][16]
- ترتبط وادي آش مع غوانير [الإنجليزية]‏ باتفاقية توأمة.
- ترتبط مليلية مع كاراكاس باتفاقية توأمة.
- ترتبط ترجالة مع تروخيو [الإنجليزية]‏ باتفاقية توأمة.
- ترتبط سانتا كروث دي تينيريفه مع كاراكاس باتفاقية توأمة.
- ترتبط أديخي مع كاراكاس باتفاقية توأمة.
- ترتبط ماردة مع ماردة باتفاقية توأمة.
- ترتبط شلوقة مع San Sebastián, Aragua [الإنجليزية]‏ باتفاقية توأمة.
- ترتبط فيغو مع كاراكاس باتفاقية توأمة.
- ترتبط لاس بالماس دي غران كناريا مع كاراكاس باتفاقية توأمة.

## منظمات دولية مشتركة
يشترك البلدان في عضوية مجموعة من المنظمات الدولية، منها:
| علم المنظمة | اسم المنظمة                        | تاريخ انضمام إسبانيا | تاريخ انضمام فنزويلا |
| ----------- | ---------------------------------- | -------------------- | -------------------- |
|             | يونسكو                             | 30 يناير 1953        | 25 نوفمبر 1946       |
|             | وكالة ضمان الاستثمار متعدد الأطراف | 29 أبريل 1988        | 9 مايو 1994          |
|             | الأمم المتحدة                      | 14 ديسمبر 1955       | 15 نوفمبر 1945       |
|             | الاتحاد البريدي العالمي            | ?                    | ?                    |
|             | البنك الدولي للإنشاء والتعمير      | 15 سبتمبر 1958       | 30 ديسمبر 1946       |
|             | المنظمة الهيدروغرافية الدولية      | ?                    | ?                    |
|             | الاتحاد الدولي للاتصالات           | 1866                 | 13 أغسطس 1920        |
|             | منظمة حظر الأسلحة الكيميائية       | ?                    | ?                    |
|             | مؤسسة التمويل الدولية              | 24 مارس 1960         | 28 ديسمبر 1956       |
|             | منظمة التجارة العالمية             | ?                    | ?                    |
|             | منظمة الشرطة الجنائية الدولية      | ?                    | ?                    |

## أعلام
هذه قائمة لبعض الشخصيات التي تربطها علاقات بالبلدين:
- أندريس بيو (29 نوفمبر 1781[23][24][25] – 15 أكتوبر 1865[23][24][25])
- أنطونيو خوسيه دي سوكري (3 فبراير 1795[26][27][28] – 4 يونيو 1830[26][27][28])
- باستور مالدونادو (سائق سيارة سباق فنزويلي، 9 مارس 1985 – )
- جيفرين سواريز (لاعب كرة قدم إسباني، 20 يناير 1988[29] – )
- خوان فيسنتي غوميز (24 يوليو 1857[30][31][32] – 17 ديسمبر 1935[30][31][32])
- خوسيه أنطونيو بايث (عسكري فنزويلي، 13 يونيو 1790[33][34][35] – 6 مايو 1873[34][36])
- رومولو جايجوس (2 أغسطس 1884[37][38] – 7 أبريل 1969[37])
- ستيفانيا فرناندز (4 سبتمبر 1990 – )
- سيمون بوليفار (عسكري وسياسي فنزويلي بارز في تحرير دول أمريكا اللاتينية من الإستعمار الإسباني، 24 يوليو 1783[39][40][41] – 17 ديسمبر 1830[39][40][41])
- غاربيني موغوروزا (لاعبة كرة مضرب إسبانية، 8 أكتوبر 1993 – )
- فرناندو أموريبييتا (لاعب كرة قدم، 29 مارس 1985[42] – )
- فرنسيسكو ميراندا (28 مارس 1750[43][44][45] – 14 يوليو 1816[43][44][45])
- كارلوس أندريس بيريز (سياسي فنزويلي، 27 أكتوبر 1922[46] – 25 ديسمبر 2010[46])
- نيكولاس مادورو (سياسي فنزويلي، 23 نوفمبر 1962 – )
- هوغو تشافيز (أحد رؤساء فنزويلا، 28 يوليو 1954[47][48][49] – 5 مارس 2013[47][48][49])

## وصلات خارجية
- موقع وزارة الخارجية الإسبانية
- موقع وزارة الخارجية الفنزويلية